# Pseudopaludicola mirandae
Pseudopaludicola mirandae är en groddjursart som beskrevs av Mercadal de Barrio och Barrio 1994. Pseudopaludicola mirandae ingår i släktet Pseudopaludicola och familjen Leiuperidae. IUCN kategoriserar arten globalt som otillräckligt studerad. Inga underarter finns listade i Catalogue of Life.